# Cities and Memory
Cities and Memory est un projet mondial collaboratif d'art sonore créé à partir d'enregistrements sur le terrain,.
Lancé en 2015 par Stuart Fowkes, le projet consiste en une sonothèque sous forme d'une carte mondiale regroupant des enregistrements venant du monde entier. Chaque lieu présente deux sons : l'enregistrement original du lieu et une version remixée de ce son par un artiste sonore.
Tous les quelques mois, un thème spécifique est lancé et des sons sont collectés et créés autour de ce thème : par exemple le métro de Londres,, la nature, la prière, l'espace, les lieux naturels, la migration et les objets obsolètes.
En mai 2025, la plateforme couvre 130 pays et territoires avec 7 000 sons et plus de 2 000 artistes.

## Historique
Le projet est lancé en 2015 par le consultant numérique Stuart Fowkes, basé à Oxford.
En 2020, à la suite de la pandémie de Covid-19, le projet lance le hashtag #StayHomeSounds qui vise à collecter les sons des confinements liés à la pandémie de Covid-19.
En octobre 2022, Cities and Memory est l'un des projets sélectionnés pour le sommet des maires du monde du C40 à Buenos Aires avec son projet Wellbeing Cities, qui « demandait aux artistes de réimaginer une sélection d'enregistrements de 36 pays du monde entier, afin de développer de toutes nouvelles compositions sur le thème de la durabilité, de l'équité et du bien-être dans les villes ».